# Aziz Zakari
Aziz Zakari (als Abdul Aziz Zakari; * 8. Juni 1976 in Accra) ist ein ghanaischer Leichtathlet, der sich auf den 100-Meter-Lauf spezialisiert hat.
2002 wurde er Afrikameister über 100 und 200 Meter. Er kam bei den Leichtathletik-Weltmeisterschaften 2001 in Edmonton zum ersten Mal in ein großes Meisterschaftsfinale und wurde Achter. Bei den Olympischen Spielen 2004 in Athen qualifizierte er sich ebenfalls fürs Finale, beendete den Lauf jedoch nicht. Ein Jahr später qualifizierte er sich erneut für das Finale bei den Leichtathletik-Weltmeisterschaften 2005 in Helsinki und wurde wie in Edmonton Achter. Seine persönliche Bestleistung stellte er 14. Juni 2005 beim Grand Prix Meeting in Athen mit 9,99 s auf. 2006 stand er in der Weltrangliste auf Platz drei hinter Justin Gatlin und Asafa Powell, als er am 29. April nach einem Leichtathletik-Meeting in Dakar positiv auf Stanozolol getestet wurde. Am 22. September 2006 gab der Internationale Leichtathletikverband IAAF eine 2-jährige Dopingsperre bekannt, die am 8. Juni 2008 endete.
Aziz Zakari hat bei einer Größe von 1,77 m ein Wettkampfgewicht von 73 kg.